# Adria Mobil/Saison 2011
Dieser Artikel listet Erfolge und Mannschaft des Radsportteams Adria Mobil in der Saison 2011 auf.

## Erfolge in der Europe Tour
In der Saison 2011 konnte das Team folgende Erfolge in der Europe Tour herausfahren:
| Datum      | Rennen           | Kat. | Fahrer        |
| ---------- | ---------------- | ---- | ------------- |
| 13. März   | Poreč Trophy     | 1.2  | Blaž Jarc     |
| 28. August | Ljubljana-Zagreb | 1.2  | Kristjan Fajt |

## Abgänge – Zugänge
| Zugänge       | Team 2010          | Abgänge         | Team 2011              |
| ------------- | ------------------ | --------------- | ---------------------- |
| Primož Segina | Obrazi Delo Revije | Marko Kump      | Geox-TMC               |
| Blaž Furdi    | Sava               | Marino Palandri | Gragnano Sporting Club |
| Marco Haller  | Tyrol Team         | Uroš Murn       | Karriereende           |
|               |                    | Jani Mušič      | Unbekannt              |

## Mannschaft
| Name          | Geburtstag       | Nationalität |
| ------------- | ---------------- | ------------ |
| Kristjan Fajt | 7. Mai 1982      | Slowenien    |
| Blaž Furdi    | 27. Mai 1988     | Slowenien    |
| Matej Gnezda  | 12. Januar 1979  | Slowenien    |
| Pavel Gorenc  | 15. Juli 1991    | Slowenien    |
| Marco Haller  | 1. April 1991    | Österreich   |
| Aljaž Hočevar | 20. August 1991  | Slowenien    |
| Blaž Jarc     | 17. Juli 1988    | Slowenien    |
| Mitja Mahorič | 12. Mai 1976     | Slowenien    |
| Tomaž Nose    | 21. April 1982   | Slowenien    |
| Primož Segina | 11. Januar 1985  | Slowenien    |
| Jure Žagar    | 27. Februar 1987 | Slowenien    |

## Platzierungen in UCI-Ranglisten
UCI Europe Tour 2011
|      | Fahrer        | Punkte |
| ---- | ------------- | ------ |
| 60.  | Blaž Furdi    | 178,8  |
| 96.  | Blaž Jarc     | 129,8  |
| 253. | Kristjan Fajt | 61,8   |
| 291. | Marco Haller  | 55,8   |
| 452. | Matej Gnezda  | 34,8   |
| 558. | Tomaž Nose    | 24,8   |
| 601. | Aljaž Hočevar | 21     |
| 649. | Mitja Mahorič | 18,8   |